# Florentine
Florentine ist ein weiblicher Vorname. 

## Herkunft und Bedeutung
Der Name Florentine geht auf den lateinischen Namen Florentius zurück, der vom lateinischen Adjektiv florens „blühend“ abgeleitet ist.

## Varianten

### Weibliche Varianten
- Deutsch: Florentina
- Englisch: Florence
- Französisch: Florence
- Italienisch: Fiorenza
  - Latein: Florentia
- Polnisch: Florentyna
- Portugiesisch: Florência
- Rumänisch: Florentina
- Spanisch: Florencia

### Männliche Varianten
- Deutsch: Florentin
- Französisch: Florent
- Italienisch: Fiorenzo
  - Latein: Florentius, Florentinus
- Niederländisch: Floris
- Portugiesisch: Florêncio
- Spanisch: Florencio, Florentino

## Namenstag
- 21. Juli
- 10. Oktober

## Bekannte Namensträgerinnen
- Florentine Bruck (* 1958), deutsche Filmeditorin
- Florentine von Castell (* 1939), deutsche Schauspielerin und Hörspielsprecherin
- Florentine Gebhardt (1865–1941), deutsche Schriftstellerin und Lehrerin
- Florentine Goswin-Benfer (1883–1968), westfälische Heimatschriftstellerin
- Florentine Joop (* 1973), deutsche Kinderbuchillustratorin, Malerin und Autorin
- Florentine Lahme (* 1974), deutsche Schauspielerin
- Florentine Mütherich (1915–2015), deutsche Kunsthistorikerin
- Florentine Rost van Tonningen (1914–2007), niederländische Rechtsextremistin
- Florentine Schara (* 1977), deutsche Theater- und Filmschauspielerin